# 오늘의 5학년 2반
《오늘의 5학년 2반》(今日の5の2 교노고노니[*], 오늘의 5의 2)는 일본의 만화가 사쿠라바 고하루의 단편 만화로 고단샤의 월간 영 매거진에 2002년부터 2003년까지 1년 동안 연재되었다. 독자들로부터 많은 호평을 얻어 에이벡스 엔터테인먼트에 의해 2006년에 OVA로 만들어졌다. 그리고 2년 뒤인 2008년에 XEBEC에서 새로운 성우진과 새로운 제작진, 새로운 그림체로 TV애니메이션으로 제작되었다. 나중에 XEBEC에서 '오늘의 5학년 2반 방과후'라는 제목으로 한 편의 OVA를 제작하였다.

## 개요
초등학교 5학년인 사토 료타와 친구들의 소소한 일상의 이야기를 옴니버스식으로 다루고 있는 작가의 데뷔작이 되는 단편 만화이다.  일상 이야기가 주를 이루지만, 때때로 사춘기에 접어들어 가는 아이들의 성에 관한 가벼운 효기심을 재밌게 그려내기도 하여, 웃음을 자아내게 한다. 하지만, 주인공인 료타는 이에 대해 관심이 없다.

## 만화
일본의 고단샤가 자사의 월간 영 매거진에 투고된 연재본을 모아 2003년 11월 6일, 만화책으로 출간하였다. 대한민국에서는 커뮤니티 사이트에 아마추어 번역가에 의해 번역되어 업로드되면서 소개되었고, 북박스에 의해 2007년 1월 2일 발매되었다.
- 일본어판: 2003년 11월 6일, 고단샤 - ISBN 406-361-1787
- 한국어판: 2007년 1월 2일, 북박스 - ISBN 892-550-4707

## 등장인물
(*성우 순서는 OVA판/TV판 순으로 서술됨.)
사토 료타(佐藤 リョ-タ)
성우 - 쿠와시마 호우코/코바야시 유우
남자 출석번호 12번. 아직은 성에 대한 관심보단 식욕 쪽이 강한 초등학교 5학년생. 삐죽삐죽한 머리 모양만으로도 느낌이 오듯이 스포츠를 좋아하는 씩씩하고 활발한 소년. 그리고 그와 상응되게 바보같은 면이 많다. 치카와는 소꿉친구 사이이다.
코이즈미 치카(小泉 チカ)
성우 - 카도와키 마이/시모다 아사미
여자 출석번호 10번. 료타와는 소꿉친구 사이로, 현모양처 유형의 소녀이다. 평소에 똑부러지고 차분한 성격에, 누나같은 모습을 가졌으나, 한 번 화나면 무서워진다고 한다. 평소엔 료타를 바보 취급하고 있지만 그래도 이것저것 신경을 써 주는 편. 때때로 료타에게 대담한 장난도 걸곤 한다. 그리고 속으로 료타에게 호감이 있는 듯....
아사노 유키(浅野 ユウキ)
성우 - 타카하시 미카코/아케사카 사토미
여자 출석번호 2번. 활발하고 수다스러워서 여자아이들 중에선 행동대장같은 존재. 하지만 의외로 순정적인 면모도 보여주곤 하는 복잡한 사춘기 소녀. 가슴 크기와 스타일에 신경을 많이 쓰는 듯...
아이하라 카즈미(相原 カズミ)
성우 - 노토 마미코/MAKO
여자 출석번호 1번. 조금은 알 수 없는 분위기를 풍기는 쿨한 소녀. 말도 별로 없는데다가 무표정해서, 사람들 앞에선 잘 웃지도 않는다. 하지만 무표정한 얼굴로 가끔 매우 돌발적인 행동을 보여 주변 사람들을 놀래키곤 한다.
료타와 함께 보건위원을 맡고 있다.
히라카와 나츠미(平川 ナツミ)
성우 - 야마모토 마리아/아스미 카나
여자 출석번호 17번. 보이쉬한 느낌에 운동신경도 남자아이 저리가라 정도로 좋은 편. 스스로도 남자아이같은 언행을 즐겨 사용하며, 소년같은 옷을 즐겨 입는다. 여자아이들 무리들 중에선 키가 가장 작으며, 그 점을 조금은 신경 쓰는 듯.
어두운 곳을 싫어한다.
히다카 메구미(日高 メグミ)
성우 - 우에다 카나/혼다 요코
여자 출석번호 16번. 긴 머리의 안경소녀로, 지독한 근시라 안경을 벗으면 아무것도 보이지 않는다고 한다. 몸매에 대해 항상 신경을 쓰고 있어서, 몸무게를 줄이기 위해서라면 밥도 굶곤 하나, 잘 보면 키도 크고 몸매도 좋은 편.
이마이 코우지(今井 コウジ)
성우 - 아사카와 유우/야마토 메구미
남자 출석번호 3번. 료타와 츠바사하고 잘 어울려 다닌다. 특히, 료타하곤 가장 친한 사이이면서 라이벌 관계라서, 사사건건 료타에게 라이벌 의식을 불태우고 있다. 현재는 여자아이들에게 친절하게 행동하고 있지만, 예전엔 아이스케키를 자주 하던 상습범이라 한다.
카와이 츠바사(河合 ツバサ)
성우 - 치하라 미노리/타카가키 아야히
남자 출석번호 8번. 천진난만한 웃는 얼굴이 매력적인 료타의 친구. 료타와 코우지하고 승부를 하고 있을 때엔 심판 역할을, 싸움을 벌어질 듯 하면 중재역도 담당하느라 정신이 없다.
우주에 대한 것에 매우 흥미를 가지고 있다.
타나카 하루카(田中 ハルカ)
성우 - 하즈키 에리노
5학년 2반 여학생. 극 중에서 다른 여자아이들보다 잘 등장하지 않지만, 간간히 치카 일행들과 담소를 나누곤 한다.
타무라 선생님(田村 先生)
성우 - 히야마 노부유키/에가와 히사오
5학년 2반 담임이며, OVA판과 TV판에선 몇 번 밖에 등장하지 않는 조연.
담당 과목은 체육.

## 주제가

### OVA판
OP- Baby Love
노래 - Sweet kiss
ED1(1,2학기) -약속(約束)〉
노래 - Sweet kiss
ED2(3학기, 봄방학) - 벚꽃빛 바람(桜色風)〉
노래 - 코이즈미 치카, 아사노 유키, 아이하라 카즈미(가도와키 마이, 다카하시 미카코, 노토 마미코)

### TV판
OP - 가짜(ニセモノ)(*13화에선 엔딩으로 사용됨.)
노래 - Friends(코바야시 유우, 시모다 아사미, MAKO, 아케사카 사토미, 혼다 요코, 아스미 카나)
ED1 - Secret ~네가 준 것(1~3화, 방과후 편 4번째 엔딩곡)
노래 - Friends(코바야시 유우, 시모다 아사미, MAKO, 아케사카 사토미, 혼다 요코, 아스미 카나)
ED2 - 대폭발 No.1(4~5화, 방과후 편 1번째 엔딩곡)
노래 - Friends(코바야시 유우, 시모다 아사미, MAKO, 아케사카 사토미, 혼다 요코, 아스미 카나)
ED3 - 여름축제(6화)
노래 - Friends(코바야시 유우, 시모다 아사미, MAKO, 아케사카 사토미, 혼다 요코, 아스미 카나)
ED4 - 석양빛(7~9화, 방과후 편 2번째 엔딩곡))
노래 - Friends(코바야시 유우, 시모다 아사미, MAKO, 아케사카 사토미, 혼다 요코, 아스미 카나)
ED5 - 바람(10~12화, 방과후 편 3번째 엔딩곡)
노래 - Friends(코바야시 유우, 시모다 아사미, MAKO, 아케사카 사토미, 혼다 요코, 아스미 카나)
방과후 편 OP - 북풍(キタカゼ)
노래 - Friends(코바야시 유우, 시모다 아사미, MAKO, 아케사카 사토미, 혼다 요코, 아스미 카나)

## 같이 보기
- 미나미가